# Ove Andersson
Ove Andersson (3. siječnja 1938. – 11. lipnja 2008.) bio je švedski reli-vozač, te prvi šef Toyotinog, F1 programa (Toyota Racing). Nadimak mu je bio "Påven" ("Papa").
Anderssonu je prvi nastup na utrci bio Švedskom reliju 1963. u Miniju. Oduševio je, Stuarta Taylora, koji mu je dao Mini Cooper S za RAC reli. 
U Saabu se je natjecao 1964. i 1965., iako je Erik Carlsson dominirao u momčadi. Godine 1965. prve tri utrke je vozio Lanciu, te je završio treći u svim utrkama. Godine 1967. pobijedio je na Reliju Monte Carlo.
Iako je 1968. potpisao za Ford, Andersson se na utrci Daytona 24h kao i na reliju Monte Carlo te godine natjecao u Lanci.
Na kraju sezone 1970. prešao je u Alpine, te je 1971. u automobilu Alpine A110 pobijedio na Reliju Monte Carlo, Reliju Sanremo, utrci "Österreichische Alpenfahrt" i Akropolis reliju. Godine 1972. bio je drugi na Reliju Monte Carlo, suvozač mu je bio Jean Todt.
Nakon inauguracije Svjetskog prvenstva u reliju 1973.g., vozeći uglavnom Toyotu Celicu, ukupno je nastupio na 28 utrka, osvojio sedam mjesta na podiju, te pobijedio 1975. na Safari Reliju u automobilu Peugeot 504, uz suvozača Arnea Hertza.